# 우테 게베니거
우테 게베니거(독일어: Ute Geweniger, 1964년 2월 24일 ~ )는 동독의 은퇴한 수영 선수이며, 1980년대에 동독 수영 팀을 이끈 선두자였다. 1980년 모스크바 올림픽에서 2개의 금메달(100m 평영과 400m 혼계영)을 따고 7개의 개인 종목과 2개의 계영 종목에서 세계 기록들을 세웠다.
스위밍 월드 잡지에 의하여 "올해의 세계 수영 선수"(1983)과 2회의 "올해의 유럽 수영 선수"(1981, 1983)로 선정되었다.

## 경력
카를마르크스슈타트에서 태어난 게베니거는 1980년 모스크바 올림픽에 동독 팀 출전을 위하여 100m 평영에서 세계 기록을 세우면서 두드러졌다. 거기서 다른 세계 기록을 세워 우승하고나서 혼계영에서 리카 라이니슈, 안드레아 폴락, 카렌 메추크와 팀을 이루어 또한 세계 기록으로 우승하였다.
1981년 스플리트에서 열리는 유럽 선수권 대회에 대비하여 100m 평영 세계 기록을 3배로 깨고, 200m 개인혼영 세계 기록을 깨기도 하였다. 그 대회에서 100m, 200m 평영, 200m 개인혼영, 400m 혼계영을 우승하였고, 400m 개인혼영에서는 동료 선수 페트라 슈나이더에 밀려 2위로 왔다.
1982년 에콰도르 과야킬에서 열린 세계 선수권 대회에서 다시 100m 평영을 우승하고, 혼계영에서 이네스 가이슬러, 비르기트 마이네케, 크리스틴 오토와 팀을 이루어 우승하였다.
1983년 로마에서 열린 유럽 선수권 대회에서 다시 4개의 유럽 타이틀 - 평영의 양종목, 200m 개인혼영, 혼계영을 유지하면서 100m 평영 세계 기록을 세웠다.
게베니거는 더 나가서의 올림픽 성공을 위하여 예상되었으나, 로스앤젤레스에서 열리는 1984년 하계 올림픽에 대한 동구권 국가들의 불참 결정으로 인해 출전이 무산되면서 은퇴하였다.
2005년 선수 시절에 도핑을 하였다는 것을 인정하였다.